# Szczytnicki Zespół Przyrodniczo-Krajobrazowy

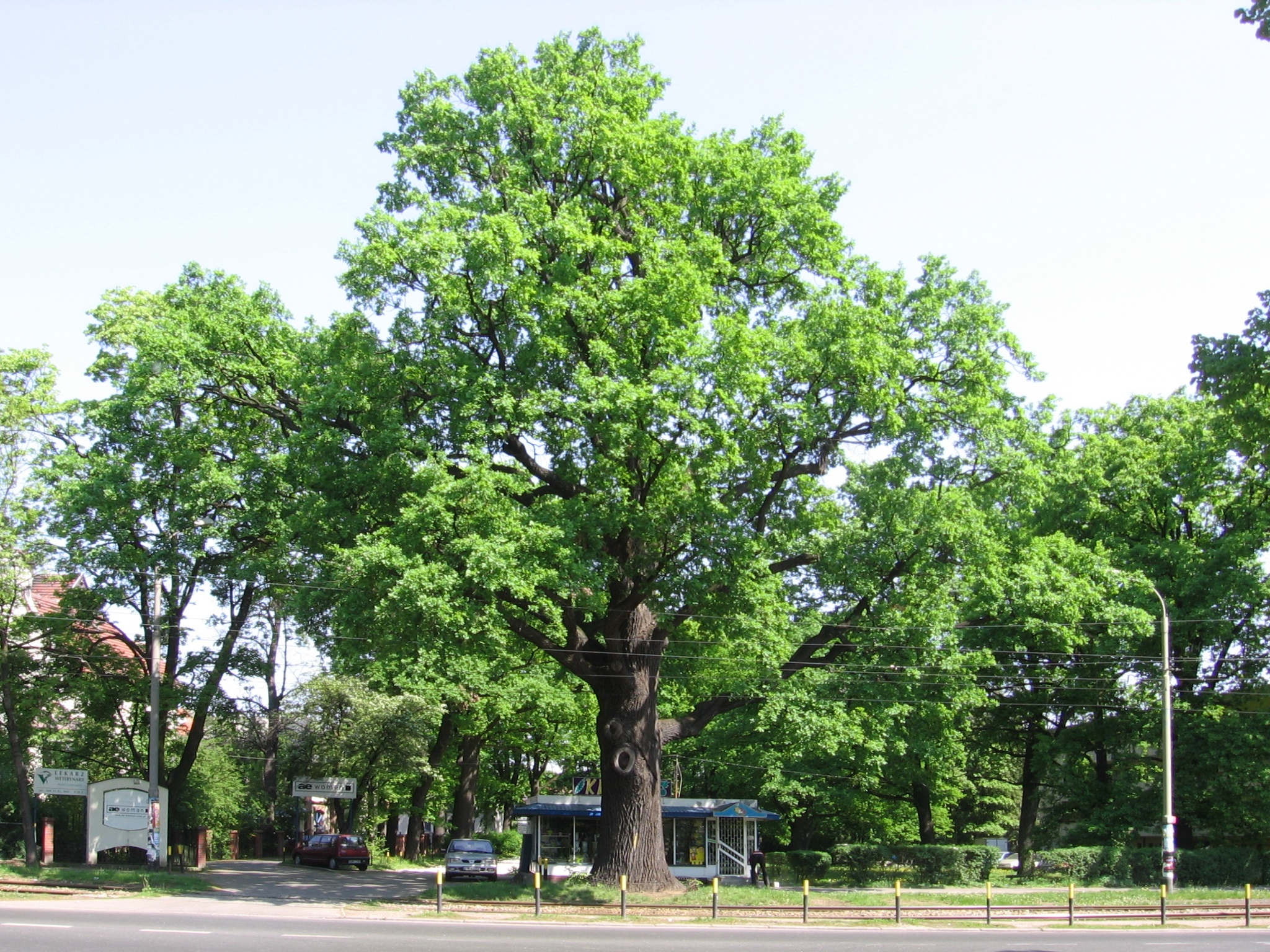
Dąb Piotra Włosta przy ul. Wróblewskiego

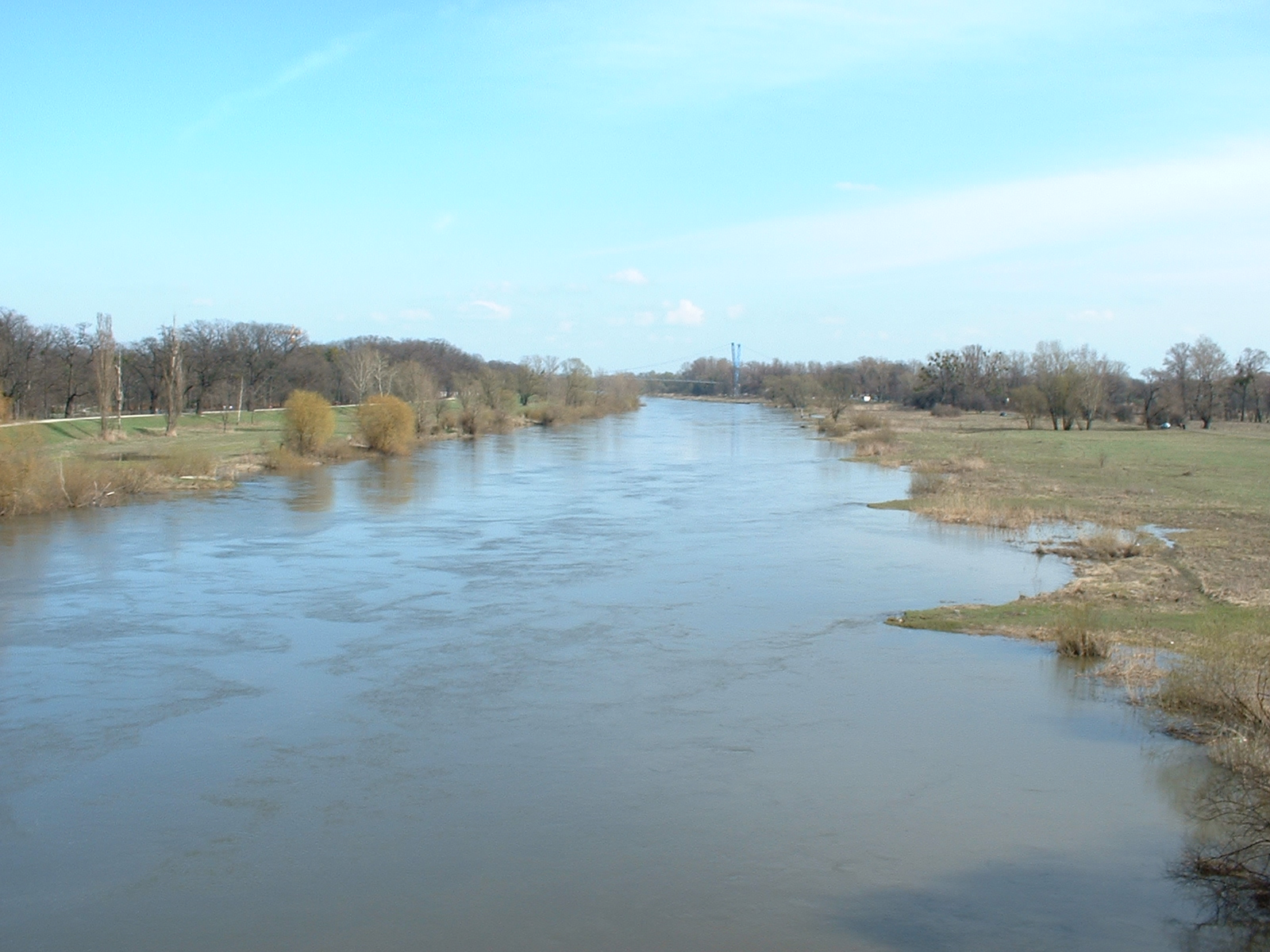
Odra śródmiejska, po lewej Dąbie

Szczytnicki Zespół Przyrodniczo-Krajobrazowy – śródmiejski obszar Wrocławia objęty ochroną indywidualną w formie zespołu przyrodniczo-krajobrazowego, wprowadzaną kolejnymi etapami od roku 1997 przez Radę Miejską Wrocławia. Ochronie tej podlegają zasoby przyrodnicze, kulturowe, historyczne i architektoniczne, przy zachowaniu zasad ekorozwoju. Obszar podlegający ochronie określony został uchwałą Rady Miejskiej Wrocławia, z dnia 9 grudnia 1999 roku, nr XV/483/99. Wcześniej podwaliny tej ochrony, w odniesieniu do tego obszaru, dały przyjęte zasady polityki ekologicznej Wrocławia, wprowadzone uchwałą Rady Miejskiej Wrocławia nr LII/813/98 z dnia 5 czerwca 1998 roku. Zaś potwierdzeniem tej uchwały jest program ochrony środowiska dla miasta Wrocławia na lata 2004–2015 przyjęty uchwałą nr XXIX/2220/04 z dnia 18 listopada 2004 r. wraz z jego aktualizacjami zawartymi w uchwale Rady Miejskiej Wrocławia nr XLI/1276/09 z dnia 19 listopada 2009 roku oraz nr LII/3183/06 z dnia 8 czerwca 2006 roku w sprawie "Powiatowego programu zwiększenia lesistości Miasta Wrocławia". Zakres ochrony tego obszaru wynika z wyżej wymienionej uchwały (paragrafy: 4 i 5 uchwały): obejmuje on zakazy i ograniczenia, szczególnie w zakresie przeznaczania terenów zieleni na inne cele, lokalizacji obiektów przemysłowych i inne.

## Położenie

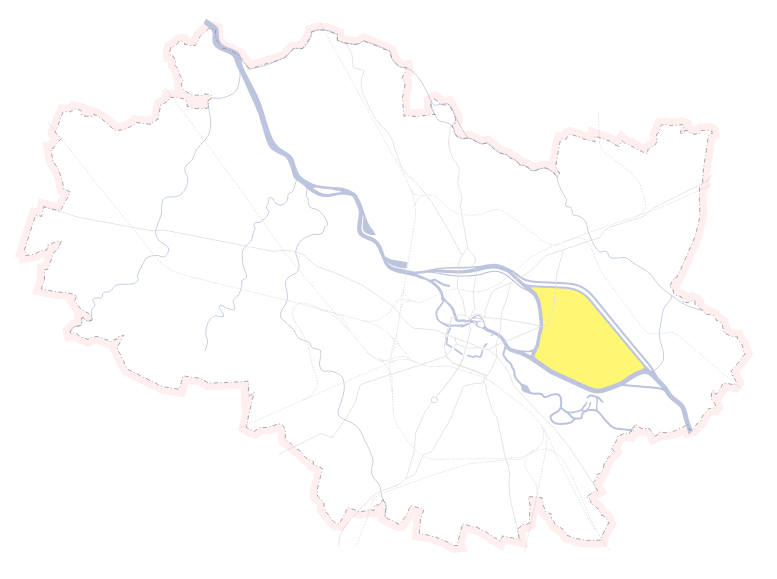
Wielka Wyspa; Wyspa Opatowicka leży u jej południowo-wschodniego krańca

Teren Szczytnickiego Zespołu Przyrodniczo-Krajobrazowego obejmuje obszar o powierzchni 1131 ha. Tereny objęte ochroną otoczone są wodami rzeki Odry:
- od zachodu: Stara Odra
- od północy i północnego wschodu: Kanał Żeglugowy
- od południa: Kanał Opatowicki i Odra (śródmiejska).

W obrębie tego obszaru obejmującego wrocławskie wyspy: Wielka Wyspa, Wyspa Opatowicka i grobla rozdzielająca Kanał Powodziowy od Kanału Żeglugowego; położone są tereny osiedli: Szczytniki, Dąbie, Biskupin, Bartoszowice, Zalesie, Zacisze, Sępolno – Wielka Wyspa; fragment obszaru przynależnego do osiedla Opatowice – Wyspa Opatowicka; niewielki obszar przynależał do dawnej dzielnicy Psie Pole (osiedla Kowale, Swojczyce) – grobla rozdzielająca.
Pod względem geograficznym SZPK położony jest w całości w mezoregionie fizycznogeograficznym oznaczonym symbolem 318.52 – Pradolina Wrocławska.

## Zagospodarowanie i komunikacja

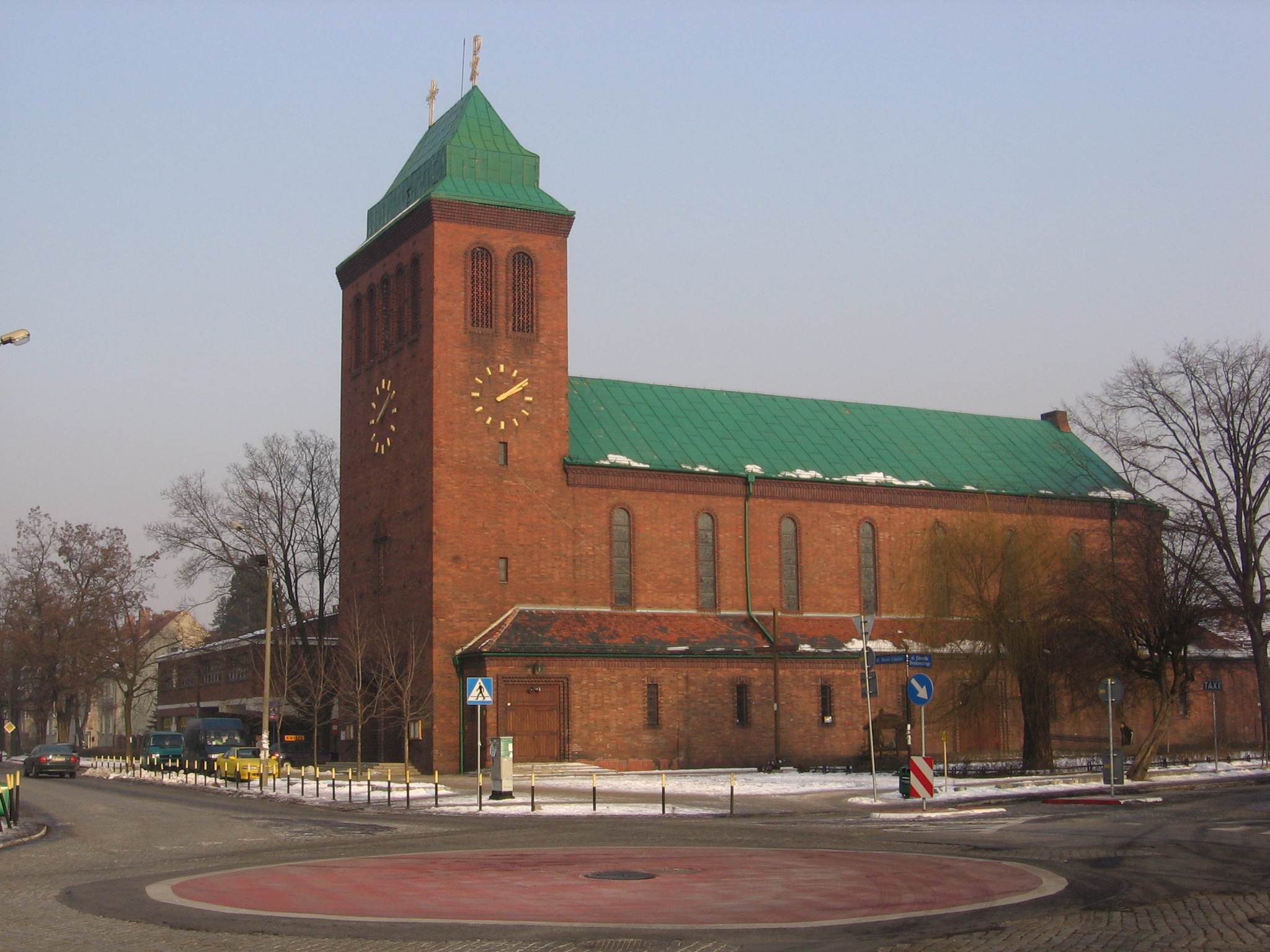
Kościół Świętej Rodziny, Sępolno

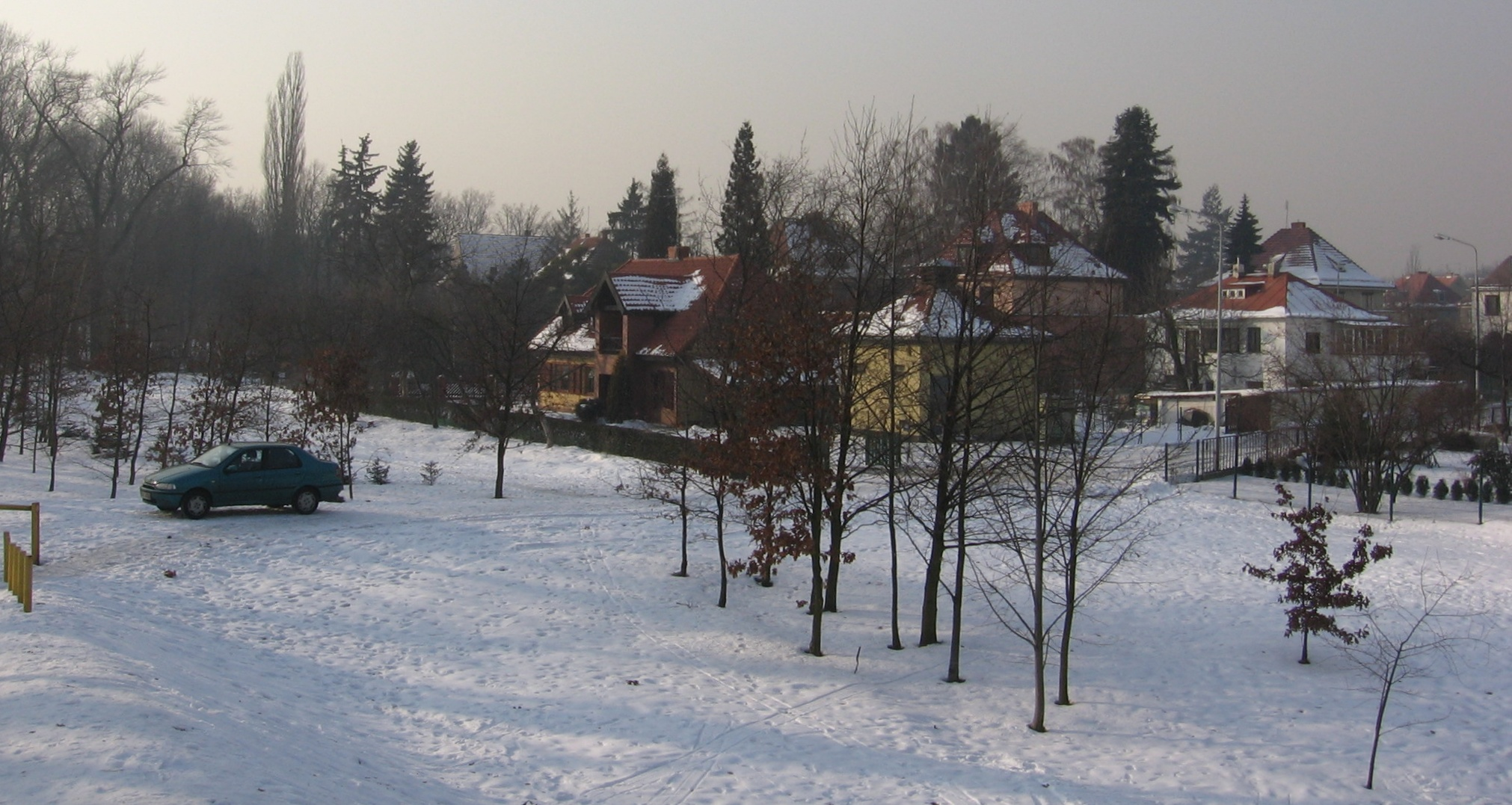
Biskupin

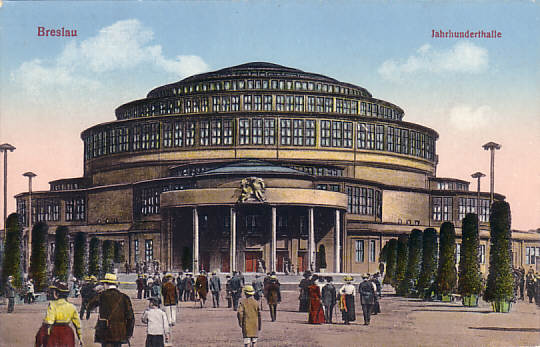
Hala Stulecia

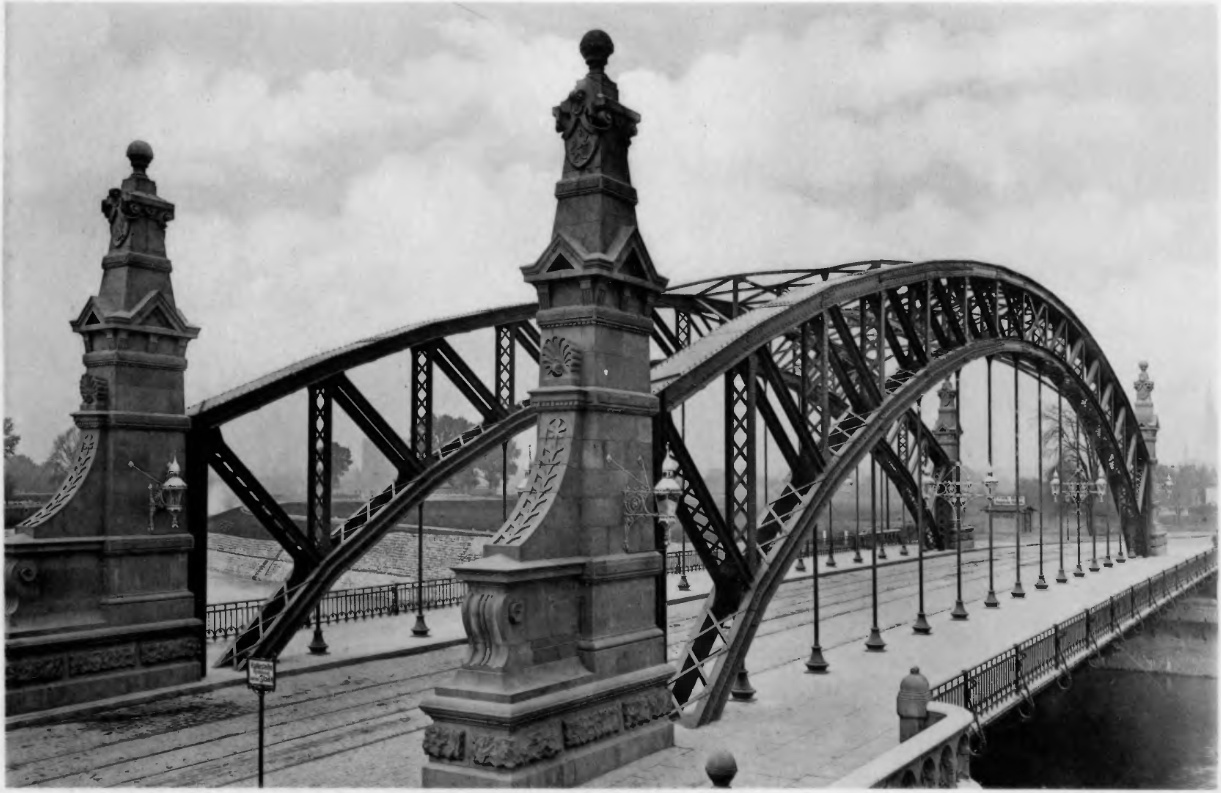
Most Zwierzyniecki

Struktura zagospodarowania 1131 ha obszaru Szczytnickiego Zespołu Przyrodniczo-Krajobrazowego jest następująca:
| rodzaj zagospodarowania | udział w powierzchni | szczegółowo                         | udział szczegółowo |
| ----------------------- | -------------------- | ----------------------------------- | ------------------ |
| wody powierzchniowe     | 10%                  | –                                   | –                  |
| zieleń                  | 46,6%                | zieleń urządzona                    | 23,3%              |
| zieleń                  | 46,6%                | zieleń nieurządzona                 | 21,5%              |
| zabudowa mieszkaniowa   | 38,2%                | w tym objęta ochroną konserwatorską | 78%                |

Obecnie obszar ten pod względem zabudowy zdominowany jest zabudową mieszkaniową. W rejonie osiedli:
- Zalesie i Zacisze – dominuje zabudowa jednorodzinna,
- Sępolno – zabudowa wielorodzinna niska
- Biskupin, Bartoszowice, Dąbie – zarówno jednorodzinna jak i wielorodzinna, w tym kompleks akademików, tzw. Wittigowo
- Szczytniki – część zagospodarowana jest na potrzeby uczelni wyższych i instytucji, występują także domy studenckie.

Z zakładów funkcjonujących na tym obszarze wymienić należy zajezdnię tramwajową. Istniejące niegdyś zakłady są stopniowo likwidowane, szczególnie w rejonie Ulicy M. Baciarellego. Zlikwidowane zostało również dawne Przedsiębiorstwo Przetwórstwa Owocowo Warzywnego przy Ulicy Wiwulskiego i Biegasa, a jego obszar zabudowywany jest osiedlem domów wielorodzinnych. W obszarze SZPK znajdują się liczne obiekty sportowe. Są to przede wszystkim: kompleks obiektów Akademii Wychowania Fizycznego, w tym Stadion Olimpijski, przy Alei Ignacego Paderewskiego; Stadion KS Ślęza przy Ulicy Zygmunta Wróblewskiego, Stadion AZS przy Ul. J. Baudouina de Courtenay; Stadion KS Budowlani przy Ulicy Edwarda Dembowskiego, Boisko AWF przy Ulicy Adama Mickiewicza, obiekty MOSiR i inne mniejsze obiekty sportowe. Ważnym obiektem jest Hala Stulecia i Wytwórnia Filmów Fabularnych.
Choć w samym obrębie SZPK nie ma dużych zakładów przemysłowych, to na północ i wschód od tego obszaru, w bezpośrednim sąsiedztwie, tuż za Kanałem Powodziowym i Żeglugowym, występuje duże zgrupowanie zakładów i przedsiębiorstw w rejonie Kowal i Swojczyc, w tym między innymi: Wrocławska Stocznia Rzeczna, baza wojskowa, Polifarb, Viscoplast (3M), Wrocławskie Zakłady Przemysłu Nieorganicznego, Polmos, Volvo, Elektromontaż i inne, z których wiele emituje różnego rodzaju zanieczyszczenia. Ich kontrola i ograniczanie szkodliwości wymaga wprowadzania odpowiednich systemów zarządzania: jakością, środowiskiem i bhp.
Komunikację tego obszaru zapewniają następujące, wrocławskie przeprawy:
- w kierunku centrum miasta przez Starą Odrę: Most Zwierzycniecki i Most Szczytnicki
- w kierunku północnym i wschodnim, przez Kanał Powodziowy i Żeglugowy: Mosty Jagiellońskie i Mosty Bolesława Chrobrego
- ponadto: przez Kanał Powodziowy – Most Bartoszowicki i przez Kanał Żeglugowy – Kładka Ryczyńska, oraz przez Odrę śródmiejska – Kładka Zwierzyniecka oraz Kładka Opatowicka (prowadząca na Wyspę Opatowicką).

Aleja Jana Kochanowskiego stanowi obecnie część drogi krajowej nr 8 i równocześnie europejska E67. Natomiast Ulica Adama Mickiewicza to droga wojewódzka nr 455.
Planowana jest budowa przez dolinę Odry i Oławy połączenia z Aleją Armii Krajowej w ramach Obwodnicy śródmiejskiej Wrocławia. Plany te są jednak przez środowiska zaangażowane w ochronę tego obszaru mocno krytykowane oraz wzbudza silne emocje wśród mieszkańców.

## Tereny zielone
Obszary zieleni w obrębie tego zespołu obejmują między innymi:
| obszar                                       | rodzaj    | powierzchnia [ha] | fotografia |
| -------------------------------------------- | --------- | ----------------- | ---------- |
| Ogród Zoologiczny                            | ogród     | 33                |            |
| Ogród Japoński                               | ogród     |                   |            |
| Ogród Roślin Leczniczych                     | ogród     | 2,66              |            |
| Park Szczytnicki                             | park      | 87,31 (105)       |            |
| Park Dąbski                                  | park      |                   |            |
| Park Biskupiński                             | park      | 10                |            |
| Wzgórze Kilimandżaro                         | pozostałe |                   |            |
| Morskie Oko                                  | pozostałe | 10                |            |
| Czarna Woda wraz z pasem zieleni parkowej    | pozostałe |                   |            |
| Wyspa Opatowicka wraz z lasem i starorzeczem | pozostałe |                   |            |
| Odra – terasy, wały                          | pozostałe |                   |            |
| ogrody działkowe i przydomowe                | pozostałe |                   |            |
| obszar leśny przy Al. I. Paderewskiego       | pozostałe |                   |            |
| Cmentarz Świętej Rodziny                     | cmentarz  |                   |            |

## Przyroda

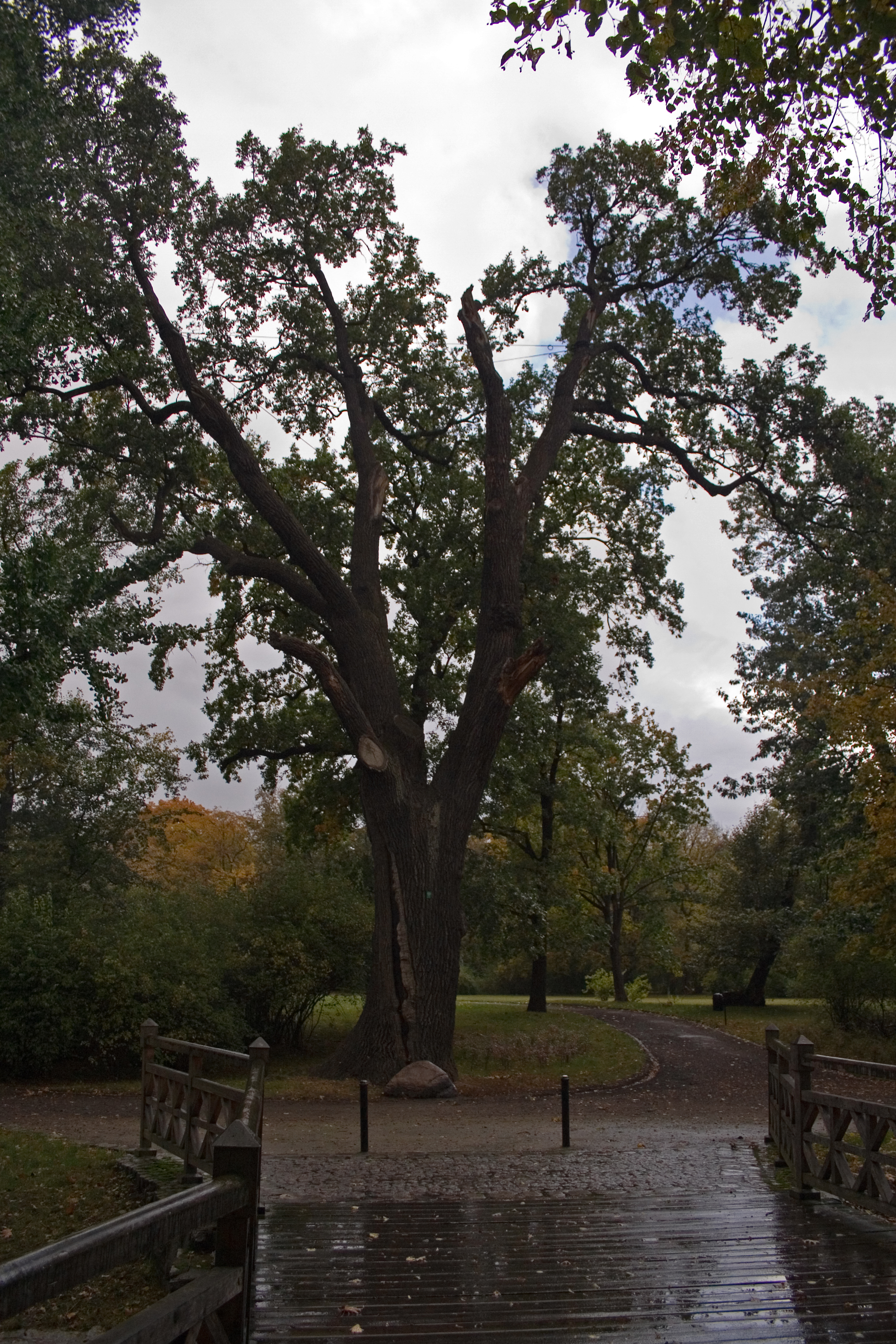
Dąb Jana Stanki w Parku Szczytnickim

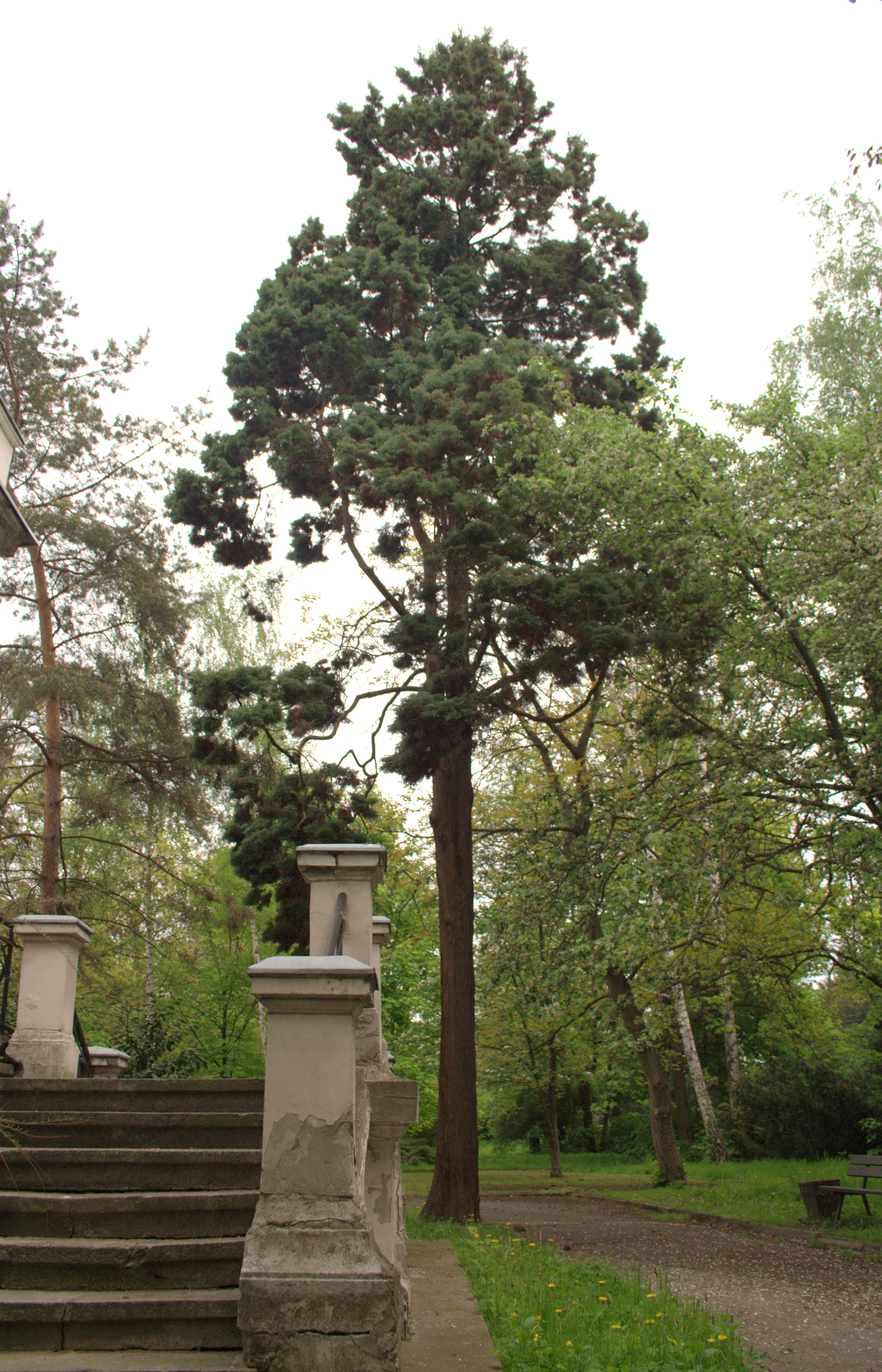
Cyprysik groszkowy (teren biblioteki Akademii Medycznej)

Do najcenniejszych obszarów przyrodniczych SZPK należą: Park Szczytnicki, Wyspa Opatowicka i wody powierzchniowe oraz tereny nadbrzeżne, a także w mniejszym stopniu ZOO, Rejon Czarnej Wody, Morskiego Oka i Kilimandżaro. Szczególnie w Parku Szczytnickim występuje duża różnorodność gatunkowa, zarówno roślin jak i gatunków zwierząt, w szczególności ptaków.
W parku stwierdzono

występowanie 244 taksonów drzew i krzewów (196 gatunków). Jedynie 6 obiektów objętych jest ochroną w formie pomników przyrody, podczas gdy ocenia się, że jeszcze ponad 120 drzew kwalifikuje się do objęcia tą formą ochrony. Z dorodnymi dębami związane są dwa występujące tu chronione gatunki chrząszczy – kozioróg dębosz oraz zależna od występowania próchna dębowego pachnica. Na terenie Parku występuje 5 gatunków chronionych roślin. W zbliżonych do naturalnych miejscach parku (np. Stary Park) występuje zubożały grąd i runo charakterystyczne dla łęgów i grądów.

Występowanie zwierząt jest ograniczone silną penetracją terenu przez człowieka, barierami utrudniającymi migrację oraz zanieczyszczeniami. Mimo to stwierdzono występowanie tu

około 70 gatunków ptaków lęgowych, w tym dzięcioła średniego i muchołówkę białoszyją, chronione gatunki chrząszczy i błonkówek, a z motyli między innymi rzadkiego w skali Śląska – ogończyka wiązowca. Park Szczytnicki jest żerowiskiem wielu gatunków nietoperzy, a w dziuplach drzew wykryto tu kolonie rozrodcze nocka rudego i borowca wielkiego oraz wiele stanowisk godowych borowca wielkiego i karlika większego. Z gadów występuje w Parku zaskroniec.

Na Wyspie Opatowickiej środowisko leśne występuje w postaci łęgu wiązowo–jesionowego oraz grądu. Występują tu.

rośliny chronione, m.in. śnieżyczka przebiśnieg, bardzo ciekawe gatunki chrząszczy oraz motyli nocnych, płazy – rzekotka drzewna, a z gadów – zwinka i zaskroniec. Na wyspie w części porośniętej grądem pozostał fragment starego koryta Odry, odcięty w czasie prac regulacyjnych. Zbiornik ten posiada pokryte gęstymi zaroślami zróżnicowane brzegi, a jego taflę wody porasta rzęsa wodna. Wraz z sąsiadującymi z lasem łąkami Wyspa Opatowicka tworzy mozaikę środowisk, która powinna zostać utrzymana poprzez objęcie ochroną z wyznaczeniem funkcji przyrodniczej jako priorytetowej nad pozostałymi funkcjami tego terenu.

Stopień zanieczyszczenia gleby w tym obszarze obrazują wyniki badań przeprowadzonych dla Parku Szczytnickiego:

Zawartości poszczególnych metali w transekcie między ulicami Różyckiego i Mickiewicza w Parku Szczytnickim wahały się w następujących granicach: 60–435 mg.kg-1 Pb, 170–720 mg.kg-1 Zn, 0,05–4,5 mg.kg-1 Cd i 40–570 mg.kg-1 Cu. Nie znaleziono wyraźnego wpływu odległości od ruchliwych ulic na zawartość miedzi i cynku. Zależność taka widoczna jest dla ołowiu, a w mniejszym stopniu również dla kadmu, lecz wyłącznie w bliższym sąsiedztwie ulic. Zawartość metali w glebach centralnej części transektu była bowiem znacznie wyższa niż w pobliżu ulic, co sugeruje dodatkowe, inne niż komunikacyjne źródła skażenia.